# Pterolophia postfasciculata
Pterolophia postfasciculata är en skalbaggsart som beskrevs av Maurice Pic 1934. Pterolophia postfasciculata ingår i släktet Pterolophia och familjen långhorningar.
Artens utbredningsområde är Nepal. Inga underarter finns listade i Catalogue of Life.